# Thomas J. O’Brien (Bischof)
Thomas Joseph O’Brien (* 29. November 1935 in Indianapolis, Indiana; † 26. August 2018 in Phoenix, Arizona) war ein US-amerikanischer Geistlicher und römisch-katholischer Bischof von Phoenix.

## Leben
Thomas Joseph O’Brien empfing nach seiner philosophisch und theologischen Ausbildung am St.-Meinrad-Seminar am 7. Mai 1961 die Priesterweihe für das Bistum Tucson. Nach seelsorgerischer Tätigkeit war er unter anderem Generalvikar. 
Papst Johannes Paul II. ernannte ihn am 9. November 1981 zum Bischof von Phoenix. Die Bischofsweihe spendete ihm der Papst persönlich am 6. Januar des nächsten Jahres; Mitkonsekratoren waren Eduardo Martínez Somalo, Substitut des Staatssekretariates, und Lucas Moreira Neves OP, Sekretär der Kongregation für die Bischöfe. Die Amtseinführung im Bistum Phoenix fand am 18. Januar 1982 statt. 
Johannes Paul II. nahm am 18. Juni 2003 seinen vorzeitigen Rücktritt an, den Thomas O’Brien nach einem sexuellen Missbrauchsskandal mit mutmaßlich pädophilen Priestern einreichen musste. Innerhalb der staatsanwaltschaftlichen Ermittlungen hatte er gestanden, mutmaßlich pädophile Priester geschützt zu haben.